# Gerd Wessig
Gerd Wessig (n. 16 iulie 1959, Lübz, Republica Democrată Germană, Germania) este un atlet ce a reprezentat Republica Democrată Germană, medaliat olimpic. A participat la o ediție a Jocurilor Olimpice (1980) în care a câștigat medalia de aur în proba de săritura în înălțime.

## Palmares
| An   | Competiție           | Locație                     | Loc | Note   |
| ---- | -------------------- | --------------------------- | --- | ------ |
| 1980 | Jocurile Olimpice    | Moscova, Uniunea Sovietică  | 1   | 2,36 m |
| 1985 | Cupa Europei         | Moscova, Uniunea Sovietică  | 2   | 2,29 m |
| 1986 | Campionatul European | Stuttgart, Germania de Vest | 7   | 2,25 m |
| 1987 | Cupa Europei         | Praga, Cehoslovacia         | 3   | 2,26 m |
| 1989 | Cupa Europei         | Gateshead, Marea Britanie   | 4   | 2,26 m |
| 1989 | Cupa Mondială        | Barcelona, Spania           | 4   | 2,20 m |